# Kokylion (Töpfer)
Kokylion (Κοκύλιον) war ein griechischer Töpfer, der zwischen ca. 550 und 530 v. Chr. in Athen tätig war.
Seine Signatur findet sich auf einer ansonsten undekorierten Randschale in München, Staatliche Antikensammlungen Inv. 9410. Kokylion gehört zu den Töpfern der sogenannten Kleinmeister.